# Moivre (rivière)
Pour les articles homonymes, voir Moivre.
La Moivre est une rivière française qui prend sa source sur la commune de Moivre dans le département de la Marne et qui se jetait naturellement dans la Marne à Pogny, avant la création du canal latéral à la Marne.

## Hydronymie
La Moivre est attesté sous les formes est attestée sous les formes Mevia (1121) ; Movia, Mouvia (1152) ; Mueva (1227) ; Moyva, Moyve (vers 1252) ; Moria (1256-1270) ; In riparia de Moive (1280) ; Ripparia de Menia (1289) ; La rivière de Moyvre (1464).

Issue de Matræ (déesses gauloises), indique une rivière née en champ de sources.

## Toponymes
La Moivre a donné son hydronyme aux trois communes suivantes de Moivre, Saint-Jean-sur-Moivre, Dampierre-sur-Moivre.

## Géographie
La Moivre a 22,8 km de longueur.
Elle est en effet mentionnée comme s'écoulant jusqu'à Châlons-en-Champagne au nord du canal latéral à la Marne, ainsi que la Blaise quelques kilomètres en aval, sur carte IGN au 1/25 000.
Elle prend source entre les lieux-dits les Terres Rouges et la Malassise, sur la commune de Moivre à 140 m d'altitude.
Elle coule globalement de l'est vers l'ouest.
Elle conflue avec la Moivre dérivée 11,6 km, à Vésigneul-sur-Marne à 91 m d'altitude juste à côté du canal latéral à la Marne.

### La Moivre dérivée
De 11,6 km, elle traverse les six communes suivantes de Vésigneul-sur-Marne, Saint-Germain-la-Ville, Chepy, Moncetz-Longevas, Sarry, et Châlons-en-Champagne.

### Communes et cantons traversés
Dans le seul département de la Marne, la Moivre traverse les huit communes suivantes, de l'amont vers l'aval, de
Moivre, Le Fresne, Coupéville, Saint-Jean-sur-Moivre, Dampierre-sur-Moivre, Francheville, Pogny, Vésigneul-sur-Marne (confluence).
Soit en termes de cantons, la Moivre prend source et conflue dans le même canton de Châlons-en-Champagne-3 dans l'arrondissement de Châlons-en-Champagne.

### Bassin versant
La Moivre traverse une seule zone hydrographique « La Moivre de sa source au confluent de la Marne (exclu) » (F603) de 152 km2. Ce bassin versant est constitué à 93,01 % de « territoires agricoles », à 5,30 % de « forêts et milieux semi-naturels », à 1,66 % de « territoires artificialisés ».

## Affluents
la Moivre a un affluent référencé :
- le Marsonnet, (rd[note 2]), 2 km sur les deux communes de Marson (source) et Francheville (confluence).

### Rang de Strahler
Donc son rang de Strahler est de deux.